# ديف سيمبسون
ديف سيمبسون (11 يناير 1983 بتورونتو في كندا - ) هو لاعب كرة قدم كندي في مركز الوسط. شارك مع منتخب كندا تحت 20 سنة لكرة القدم ومنتخب كندا لكرة القدم. أما مع النوادي، فقد لعب مع دوناوجفاروس ورويال أنتويرب وسبارتا براغ ونادي تشونبوري وSamutsongkhram F.C. ‏ وToronto Lynx ‏ ونادي كلادنو وBrantford Galaxy ‏ وHamilton Thunder ‏ وPápai FC ‏ وFK Baník Most 1909 ‏ وMississauga Eagles FC ‏ وDAC Nádorváros ‏.

## وصلات خارجية
- ديف سيمبسون على موقع قاعدة بيانات كرة القدم.إي يو (الإنجليزية)
- ديف سيمبسون على موقع عالم كرة القدم.نت (الإنجليزية)